# Qûmis

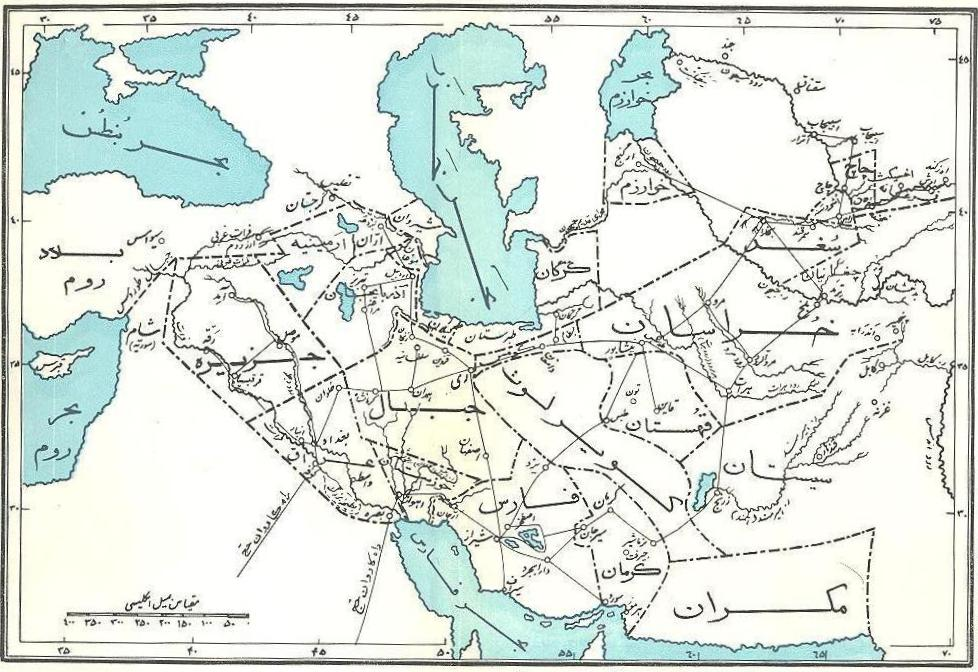
Provinces iraniennes du califat abbasside

Qûmis (persan : qūmis, قومس) est un terme de la géographie de l'Iran médiéval qui désigne une ville et la région avoisinante dans le Daylam. Elle formait une province parthe dans l'Antiquité, répondant au nom de Choarene ou Comisène, dont la capitale était Hecatompylos (Εκατομ-πυλος: qui a cent portes), actuellement Shahr-e Qumis. Le nom est aujourd’hui tombé en désuétude.
Le nom de cette région située entre Semnan, Damghan et Shahroud (Emamshahr) dans l'actuelle province de Semnan désigne la ville actuelle de Damghan. La région était divisée en trois circonscriptions autour des localités de Semnan, Damghan et Bastâm.
Près d'un caravansérail au bord de la route de Semnan à Damghan à Qosheh se situe le site d'Hecatompylos, la ville « aux cent portes », dans un paysage complètement désertique. On aperçoit des tumuli, restes de constructions en briques sèches. Sur les photos satellites on peut facilement voir les alignements de regards qui permettaient d'accéder à des qanats .